# Pselaphochernes litoralis litoralis
Pselaphochernes litoralis litoralis es una subespecie de arácnido  del orden Pseudoscorpionida de la familia Chernetidae.

## Distribución geográfica
Se encuentra en Francia, Italia y los territorios que antes se llamaban Yugoslavia.